# 南平市站至武夷山景区线
南平市站至武夷山景区线，全称武夷新区旅游观光轨道交通南平市站至武夷山景区线，又称武夷有轨电车1号线，是中华人民共和国福建省南平市武夷新区的一条现代化有轨电车线路，亦是福建省首条有轨电车线路，由天津轨道交通运营集团参股并运营。该项目于2015年12月29日开工，于2020年12月26日空载试运行，于2022年1月1日正式运营。

## 线路特色
- 线路大部分（21千米，约占全程80.7%）的路段均设置于  古闽大道/237国道路中分隔带上，与道路平齐，以较低的成本实现全独立路权；
- 旅行速度达到39.1千米每小时（全程40分钟[10]），是全国旅行速度最高的有轨电车路线；
- 线路车辆由中车唐山泉州台商投资区分厂制造，每模块仅一台转向架[11]。

## 车站
| 1号线        |                            |          |               |              |                                   |
| 车站名称     | 英文名称                   | 所在地   | 开通日期      | 站台设计     | 开门方向                          |
| 南平市高铁站 | Nanpingshi Railway Station | 建阳区   | 2022年1月1日  | 快速路中岛式 | 左侧                              |
| 固县         | Guxian                     | 建阳区   | 暂缓开通      | 快速路中岛式 | 左侧                              |
| 城村         | Chengcun                   | 武夷山市 | 2022年5月18日 | 快速路中岛式 | 左侧                              |
| 枫坡         | Fengpo                     | 武夷山市 | 暂缓开通      | 快速路中岛式 | 左侧                              |
| 兴田         | Xingtian                   | 武夷山市 | 暂缓开通      | 快速路中岛式 | 左侧                              |
| 黄土         | Huangtu                    | 武夷山市 | 暂缓开通      | 快速路中岛式 | 左侧                              |
| 仙店         | Xiandian                   | 武夷山市 | 2022年1月1日  | 快速路中岛式 | 左侧                              |
| 东山埔       | Dongshanpu                 | 武夷山市 | 2022年1月1日  | 高架侧式     | 右侧                              |
| 南源岭       | Nanyuanling                | 武夷山市 | 2022年1月1日  | 高架侧式     | 右侧                              |
| 武夷山       | Wuyishan                   | 武夷山市 | 2022年2月1日  | 地面侧式     | 左侧（终到） 右侧（南平市站方向） |

## 建设进程
- 2013年12月2日，省发改委批复了《南平市武夷新区旅游观光轨道交通武夷山东站至武夷山景区线项目建议书》。[15]
- 2015年2月27日，省发改委批复了《武夷新区旅游观光轨道交通武夷山东站至武夷山景区线一期工程可行性研究报告》，线路的建设提上日程。[16]
- 2015年4月13日，武夷新区旅游观光轨道交通武夷山东站至武夷山景区线一期工程初步设计得到了省发改委的批复。[17]
- 2015年9月，福建海峡西岸城市群城际铁路建设规划获得国家发改委批复，内含南平武夷新区：武夷山至建阳城际铁路。[18]
- 2015年10月20日，为增进线路与武夷山景区的无缝对接，省发改委同意将线路原终点由南源岭延伸至公馆大桥南侧的景区南入口，调整后工程线路总长26.17km，增加2.23km。[19]
- 2015年12月28日，线路土建工程正式与中铁十六局签约。[20]
- 2015年12月29日，武夷山东站至武夷山景区线项目正式开工。[4]
- 2020年，南平武夷有轨电车logo开始征集。[21]武夷新区旅游观光轨道交通1号线承轨台开始浇筑。[22]2020年6月，武夷新区轨道交通线上工程首条承导同架顺利完成。[23]同月该项目已经全部转移至线上施工，9月，开始热滑，[24]，同月，武夷山现代100%低地板有轨电车模型采购信息发布，[25]计划2020年底通车。[26]10月，南平市交通运输局武夷新区旅游观光轨道交通南平市高铁站至武夷山站 初期运营前安全评估服务类采购项目结果公告(包1)发布。[27]同月，线上工程最后一组硬横梁成功架设。[28]11月，武夷有轨电车公司社会招聘公告发布。[29]
- 2022年1月1日，该线正式开通运营[12][8][9]
- 2022年2月1日，武夷山站开通运营[14]。
- 2022年5月18日，城村站开通运营[13]。